# Шемякин, Фёдор Николаевич
Фёдор Николаевич Шемякин (1899 — 1980) — советский психолог, сотрудник института психологии Академии педагогических наук РСФСР, периферийный участник круга Выготского-Лурии.

## Семья и происхождение
Фёдор Шемякин происходит из рода фабрикантов Абрикосовых и является правнуком промышленника и кондитерского магната Алексея Ивановича Абрикосова (1824—1904). Внук Федора Михайловича Шемякина (1846—1895; женатого на дочери Абрикосова, Анне Алексеевне (рожд. Абрикосова) Шемякиной, 1851—1924), владевшего крупной московской деревообделочной фабрикой, на которой изготовлялась тара и фирменная жестяная упаковка для изделий кондитерского производства Абрикосовых. Его отец — Николай Фёдорович Шемякин (1871—1923), железнодорожный инженер-механик, до 1917 года принимал участие в революционном движении. Основатель рода Абрикосовых, Алексей Иванович, узнав, что его внук Николай Шемякин принимает участие в революционном движении и укрывает нелегальную литературу в его доме на Большом Успенском переулке, отправил Николая Федоровича Шемякина вместе с семьей в Германию, где они и проживали до начала Первой мировой войны, в 1914 году.
Его жена — Ася Ильинична Колодная (1895—1976) — известный советский психолог, врач, специалист в области психологии труда, постоянный сотрудник редколлегии журнала Психотехника и психофизиология труда, заведующая психологической лабораторией в 3-й Московской физио-терапевтической лечебнице Московской Бел.-Балт. ЖД больницы в середине 1920-х годов, сотрудник Института мозга.

## Жизнь и карьера
Сотрудник института психологии в Москве в 1920-1930-е годы. В 1931 и 1932 годах Шемякин принял участие в организации летних психологических экспедиций в Среднюю Азию (в Узбекистан и, эпизодически, в Киргизию), организованных Лурией и Выготским. После завершения экспедиций и последовавшей за ними разгромной критики их результатов и выводов Шемякин продолжал работу в Институте психологии и, по положению дел на 1934-36 годы, заведовал лабораторией по патопсихологии в этом институте. Также в середине 1930-х в психиатрической клинике 1-го Медицинского института группа сотрудников Института психологии под руководством Шемякина проводила исследования психологических особенностей больных шизофренией.
Тем не менее, в 1936-37 годах Шемякин был вынужден уехать из Москвы, где оставалась жить и продолжала учиться в аспирантуре его жена, А. Я. Колодная и непродолжительное время жил в Воронеже, где он работал в одной из воронежских газет. Впрочем, вскоре Шемякин вернулся в Москву и поступил в аспирантуру Института психологии. Осенью 1937 года он был командирован и представлял Институт психологии на дискуссии об перспективах авиационной психологии, в то время как институте он не позднее 1938 года был назначен на заведование лабораторией мышления.
Во время Второй мировой войны был призван в армию и ушел на фронт в звании старшего лейтенанта в 1941 году. Инструктор политуправления 1-го Белорусского фронта, служил в штабах армии генерала Горбатова и, в конце войны в штабе маршала Г. К. Жукова. Знавший в совершенстве немецкий язык и покинувший Германию лишь в юношеском возрасте, во время войны Шемякин работал в военной разведке. После окончания войны оставался в воинских частях в Восточной Германии. Демобилизовался из армии в 1953 году в звании подполковника с 17 боевыми наградами, но уже с конца 1940-х годов принимал участие в работе Института психологии в Москве, где делал доклады уже в 1949 году. Взлет его академической карьеры приходится на послевоенный период, после его демобилизации из армии, и на период его работы в Институте психологии в Москве, где он продолжал изучать взаимоотношения словесно-логических и наглядных компонентов в процессах мышления. Несмотря на это, Шемякин так и не опубликовал книгу, где суммировались бы его многолетние исследования о цветовых реакциях и диапазоне человеческого мозга. Также, в условиях секретности, он не имел возможности опубликовать свои впечатления и наблюдения о допросе немецких генералов в годы войны.

## Избранные научные работы
Публикации 1930-х-1940-х
- Шемякин Ф. Н. Критика функциональной психологии и проблема развития психики // Советская педагогика. — 1938. — № 3.
- Шемякин Ф. Н. О взаимоотношении понятия и представления // Фронт науки и техники. — 1937. — № 2.
- Шемякин Ф. Н. О психологии пространственных представлений // Ученые записки Государственного научно-исследовательского Института психологии. Т.1. — М., 1940.
- Шемякин Ф. Н. Бандиты и человеконенавистники в роли ученых психологов // Советская педагогика. 1941. № 9.

Важнейшие послевоенные публикации
- Шемякин Ф. Н. Вопросы языка и мышления в свете трудов И. В. Сталина по языкознанию // Учение И. П. Павлова и философские вопросы психологии [Текст] : сб. ст. / АН СССР, Ин-т философии; отв. ред. С. А. Петрушевский. — М. : Изд-во Акад. наук СССР, 1952. — 476 с.
- Шемякин Ф. Н. К вопросу об историческом развитии названий цвета (названия цвета в ненецком (юрако-самоедском) языке // Вопросы психологии. — 1959. — № 4.
- Шемякин Ф. Н. О теоретических вопросах психологии мышления // Вопросы философии. — 1959. — № 9.
- Шемякин Ф. Н. Ориентация в пространстве // Психологическая наука в СССР. Т. 1. — М., 1959.
- Ананьев Б. Г., Костюк Г. С., Леонтьев А. Н., Лурия А. Р., Менчинская Н. А., Рубинштейн С. Л., Смирнов А. А., Теплов Б. М., Шемякин Ф. Н. Психологическая наука в СССР: Сб. статей. — М. Т.1: 1959. Т.2: 1960. (Перев. на англ., китайс. яз.)
- Шемякин Ф. Н. К проблеме словесных и чувственных обобщений (чукотский язык); К проблеме словесных и чувственных обобщений (на материале названий цвета в ненецком и селькупском языках); К вопросу об отношений слова и наглядного образа (цвет в его название) // Известия АПН РСФСР. — 1960. — Вып. 113.
- Шемякин Ф. Н. О названиях цвета в чукотском (доураветланском) языке // Доклады AПH РСФСР. — 1960. — № 1.
- Шемякин Ф. Н. О связи пространственных представлений с восприятиями // Проблемы, восприятия пространства и времени. — Л. 1961.
- Жинкин Н. И., Шемякин Ф. Н. (ред.). Мышление и речь. — М., 1963.

См. также: Список публикаций Ф. Н. Шемякина Архивная копия от 18 марта 2017 на Wayback Machine